# Мадонна, Армандо
Армандо Мадонна (итал. Armando Madonna; родился 5 июля 1963 года) — итальянский футболист, полузащитник, также — футбольный тренер.

## Клубная карьера
Будучи полузащитником, Мадонна дебютировал в профессиональном футболе в 1981 году в клубе «Аталанта». Тем не менее, стать игроком основы Армандо не удалось. В 1983 году полузащитник перешел в «Пьяченцу» и провел пять сезонов за клуб. И все же, в 1988 году Мадонна вернулся в свой первый клуб. Затем он перешел в «Лацио» в сезоне 1990/1991. В период выступления за римский клуб, Армандо уходил в аренду в «Пьяченцу», а после возвращения потерял место в составе.
В 1992 году, в возрасте 29 лет, Мадонна согласился перейти в команду «СПАЛ», но спустя сезон присоединился к команде из родного Альцано — «Альцано Виресчи», которая играла в серии D во время его подписания. Он провел, в общей сложности, девять сезонов подряд в «Альцано», являясь главным действующим лицом роста команды в более высокие дивизионы итальянского футбола, в том числе, историческое продвижение в серию B в 1998—1999 годах. Он завершил карьеру в 2002 году, в возрасте 39 лет.